# Haparanda-Tornio

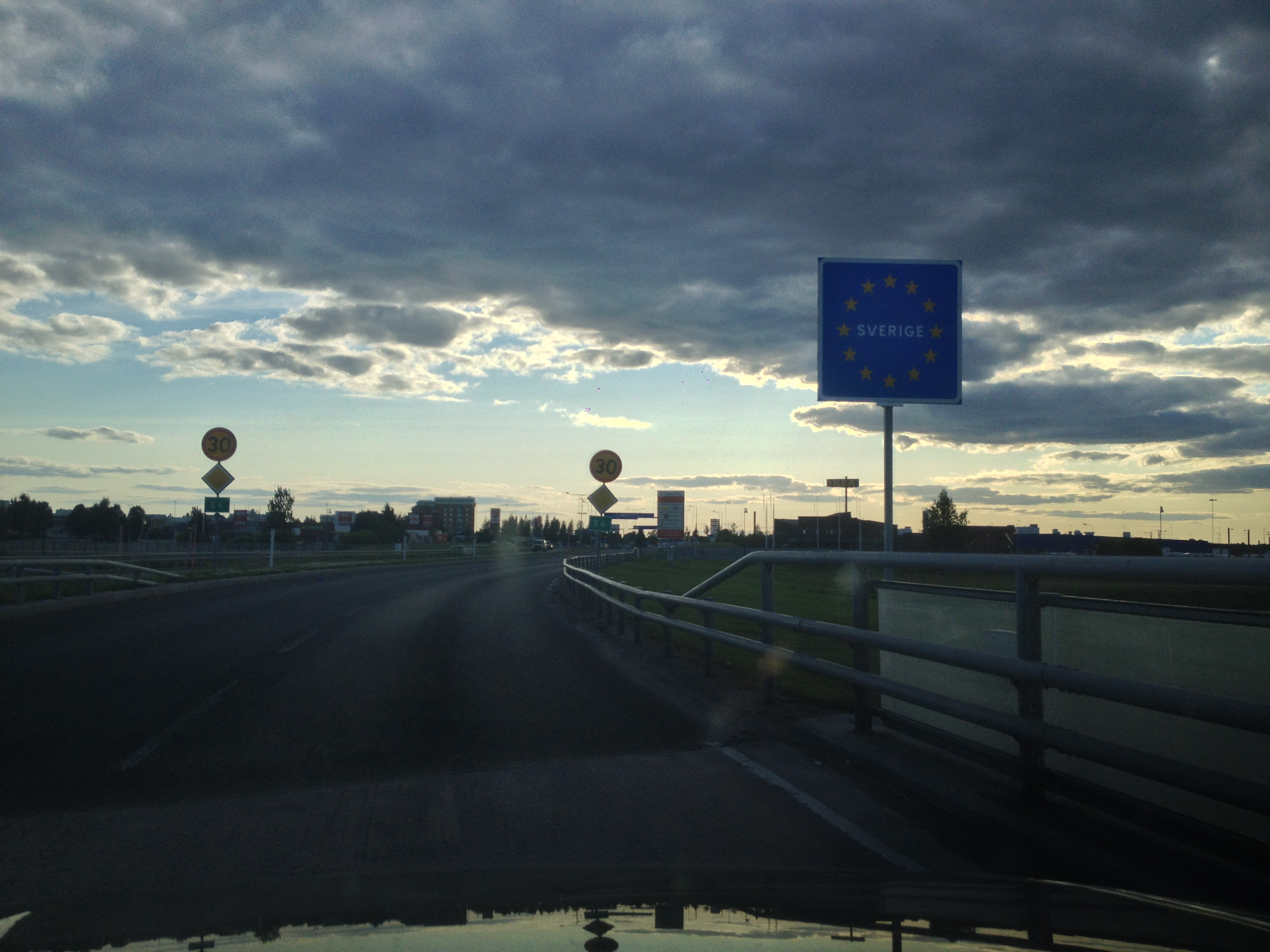
Vägen in mot Sverige och Haparanda från Tornio.

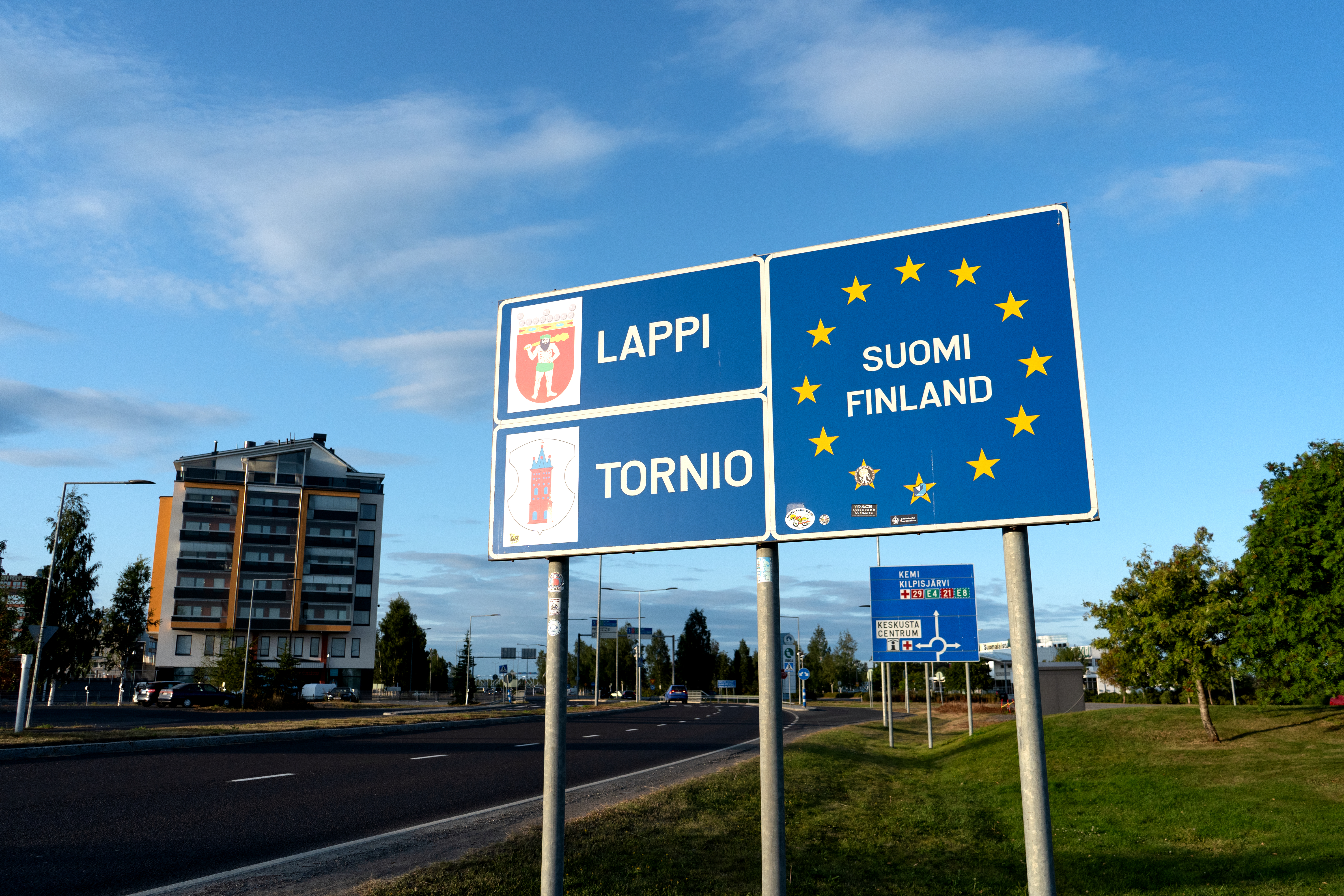
Denna skylt markerar gränsen till Finland på vägen in mot Tornio.

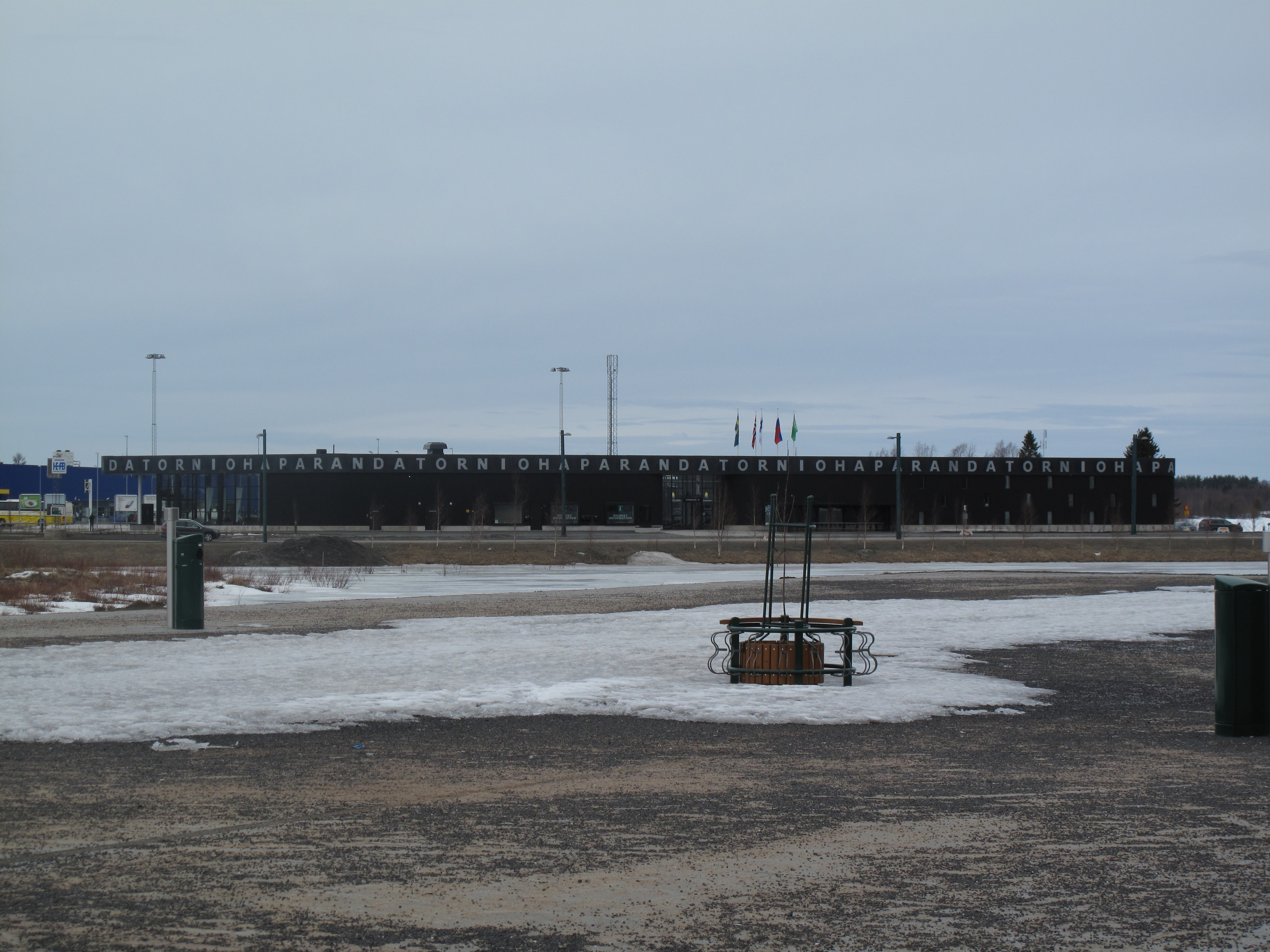
Haparanda och Tornios gemensamma bussterminal.

Haparanda-Tornio eller Tornio-Haparanda är en stadsregion som består av städerna Haparanda och Torneå vid Torne älvs mynning. Tätorterna har vuxit samman så att de kan ses som en ort med omkring 22 000 invånare, varav ca 4 900 i Haparanda tätort (2010) och ca 17 200 i Torneå tätort (2012). Den delas av riksgränsen mellan Sverige (Haparanda) och Finland (Torneå). I praktiken är de två kommuner, med nära samarbete.
Under 1990-talet och början av 2000-talet användes beteckningen Eurocity, men den ersattes 2005 av Haparanda-Tornio.
Ett exempel på samarbetet är då man 1998 enades om att vid världsmästerskapet i bandy för herrar 2001, som huvudsakligen spelades i Finland, förlägga matcher till Haparanda då Torneå saknade konstfrusen bandybana.